# Marcel Woods
Marcel Woods, nome vero Marcel Scheffers (...), è un disc jockey e produttore discografico olandese di Eindhoven.

## Biografia
Woods iniziò a fare il DJ nel 1990. Negli anni passati, tra le altre cose, ha suonato presso il Dance Valley, Defqon.1, Innercity, Sensation and Trance Energy. In 2006 Woods ha prodotto una nuova hit "Advanced" che è diventata con l'aiuto di DJ Tiësto, molto popolare ed è diventata l'anthem del Trance Energy dello stesso anno. Egli ha prodotto molti singoli con lo pseudonimo di Mr. Rowan e un remix del Sensation Anthem 2002.

## Discografia

### Albums
- ID&T Hardtrance 4 (2004)
- Dance Valley Festival 2005: Sunset (2005)
- High Contrast Recordings presents Marcel Woods (2006)
- Musical Madness (2008)

### Singoli
- Marcel Woods - De Bom
- Nico Parisi vs. Marcel Woods / DJ Frederik - Dramatic Feelings / Reflections
- Marcel Woods - The Exsample E.P.
- Woods & Jorn - Trance Maniac
- Marcel Woods - Driver EP (1997)
- Marcel Woods - BlackMen (1999)
- Marcel Woods - In Your Soul (1999)
- Marcel Woods - Mescalinum / Believer (1999)
- Mr. Rowan - Freedom EP (1999)
- Mr. Rowan - The Past, Present, & Future E.P. (1999)
- Marcel Woods - Push-E-Cat (2000)
- Marcel Woods - De Bom 2001 (2001)
- DJ Gert vs. DJ Marcel Woods - Once Upon A Time In The West (2001)
- Marcel Woods & Walt - Te Quiero (2001)
- Marcel Woods - De Bom 2001 Revisited (2002)
- Marcel Woods - Drama (2002)
- DJ Gert vs. Marcel Woods - Once Upon A Time In The West (Remixes) (2002)
- Mr. Rowan - Skinny Witch Bitch Size Two (2002)
- Marcel Woods - A Decade (2003)
- Marcel Woods - Serenity (2003)
- Marcel Woods - Time's Running Out (2003)
- Marcel Woods - Static State (2004)
- Marcel Woods - Advanced (2005)
- Marcel Woods - Cherry Blossom / Beautiful Mind (2005)
- Marcel Woods vs. Jesselyn - Flora / Fauna (2005)
- Marcel Woods - Accelerate (2006)
- Marcel Woods - Monotone (2006)
- Marcel Woods - Signed, Sealed And Delivered (It's Yours E.P.) (2006)
- Marcel Woods - 3Stortion & Lemon Tree (High Contrast Recordings) (2007)
- Marcel Woods - Don't tar me with same brush & Get The Kleenex (High Contrast Recordings) (2007)
- Marcel Woods - Life is like a box of chocolates (High Contrast Recordings) (2008)
- Marcel Woods - Beautiful Mind 2008 (High Contrast Recordings) (2008)
- Marcel Woods - Inside Me (High Contrast Recordings) (2009)
- Marcel Woods - Everything (High Contrast Recordings) (2009)
- Marcel Woods - Tomorrow (High Contrast Recordings) (2010)
- Marcel Woods - BPM (High Contrast Recordings) (2010)
- Marcel Woods - Champagne Dreams (High Contrast Recordings) (2011)